# Collegio di Workington
Workington è stato un collegio elettorale situato nella Cumbria, nel Nord Ovest dell'Inghilterra, e rappresentato alla Camera dei comuni del Parlamento del Regno Unito. Eleggeva un membro del parlamento con il sistema first-past-the-post, ossia maggioritario a turno unico; il collegio è stato abolito in occasione della revisione periodica del 2024.

## Estensione
Il collegio copriva gran parte della Cumbria nord-occidentale, e corrispondeva all'incirca al borough di Allerdale, ad eccezione delle aree intorno a Wigton e Keswick. Insieme a Workington stessa, il collegio comprendeva le città di Cockermouth, Maryport e Aspatria.

### Confini storici
- 1918-1950: il Municipal Borough of Workington, i distretti urbani di Arlecdon and Frizington, Aspatria, Harrington e Maryport, e parti dei distretti rurali di Cockermouth, Whitehaven e Wigton.
- 1950-1983: il Municipal Borough of Workington, i distretti urbani di Cockermouth, Keswick e Maryport, e il distretto rurale di Cockermouth.
- 1983-1997: i ward del distretto di Allerdale di All Saints, Binsey, Broughton, Castle, Clifton, Crummock, Dalton, Dearham, Derwent Valley, Ellen, Ellenborough, Ewanrigg, Flimby, Harrington, Keswick, Moorclose, Netherhall, Northside, St Bridget's, St John's, St Michael's, Salterbeck, Seaton Moor, Stainburn e Westfield.
- 1997-2010: tutti i ward del distretto di Allerdale eccetto Marsh, Wampool, Warnell e Wigton.
- 2010-2024: i ward del Borough of Allerdale di All Saints, Aspatria, Boltons, Broughton St Bridget's, Christchurch, Clifton, Ellen, Ellenborough, Ewanrigg, Flimby, Harrington, Holme, Marsh, Moorclose, Moss Bay, Netherhall, St John's, St Michael's, Seaton, Silloth, Solway, Stainburn, Wampool, Waver e Wharrels.

## Membri del parlamento
| Elezione | Elezione        | Deputato              | Partito          |
| -------- | --------------- | --------------------- | ---------------- |
|          | 1918            | Thomas Cape           | Laburista        |
| 1945     | Fred Peart      |                       | Laburista        |
|          | 1976 (S)        | Richard Page          | Conservatore     |
|          | 1979            | Dale Campbell-Savours | Laburista        |
| 2001     | Tony Cunningham |                       | Laburista        |
| 2015     | Sue Hayman      |                       | Laburista        |
|          | 2019            | Mark Jenkinson        | Conservatore     |
|          | 2024            | Collegio abolito      | Collegio abolito |

## Elezioni

### Elezioni negli anni 2010
| Partito                    | Partito                                           | Candidato                  | Risultati 12 dicembre 2019 | Risultati 12 dicembre 2019 |
| Partito                    | Partito                                           | Candidato                  | Voti                       | %                          |
| -------------------------- | ------------------------------------------------- | -------------------------- | -------------------------- | -------------------------- |
|                            | Conservatore                                      | Mark Jenkinson             | 20 488                     | 49,25                      |
|                            | Laburista                                         | Sue Hayman                 | 16 312                     | 39,21                      |
|                            | Brexit                                            | David Walker               | 1 749                      | 4,20                       |
|                            | Lib Dem                                           | Neil Hughes                | 1 525                      | 3,67                       |
|                            | Indipendente                                      | Nicky Cockburn             | 842                        | 2,02                       |
|                            | Verdi                                             | Jill Perry                 | 596                        | 1,43                       |
|                            | Indipendente                                      | Roy Ivinson                | 87                         | 0,21                       |
|                            |                                                   |                            |                            |                            |
| Iscritti                   | Iscritti                                          | Iscritti                   | 61 370                     | 100,00                     |
| ↳ Votanti (% su iscritti)  | ↳ Votanti (% su iscritti)                         | ↳ Votanti (% su iscritti)  | 41 599                     | 67,78                      |
| ↳ Astenuti (% su iscritti) | ↳ Astenuti (% su iscritti)                        | ↳ Astenuti (% su iscritti) | 19 771                     | 32,22                      |
|                            |                                                   |                            |                            |                            |
|                            | Esito: collegio passa da Laburista a Conservatore |                            |                            |                            |

| Partito                    | Partito                                | Candidato                  | Risultati 8 giugno 2017 | Risultati 8 giugno 2017 |
| Partito                    | Partito                                | Candidato                  | Voti                    | %                       |
| -------------------------- | -------------------------------------- | -------------------------- | ----------------------- | ----------------------- |
|                            | Laburista                              | Sue Hayman                 | 21 317                  | 51,15                   |
|                            | Conservatore                           | Clark Vasey                | 17 392                  | 41,73                   |
|                            | UKIP                                   | George Kemp                | 1 556                   | 3,73                    |
|                            | Lib Dem                                | Phill Roberts              | 1 133                   | 2,72                    |
|                            | Indipendente                           | Roy Ivinson                | 278                     | 0,67                    |
|                            |                                        |                            |                         |                         |
| Iscritti                   | Iscritti                               | Iscritti                   | 60 225                  | 100,00                  |
| ↳ Votanti (% su iscritti)  | ↳ Votanti (% su iscritti)              | ↳ Votanti (% su iscritti)  | 41 676                  | 69,20                   |
| ↳ Astenuti (% su iscritti) | ↳ Astenuti (% su iscritti)             | ↳ Astenuti (% su iscritti) | 18 549                  | 30,80                   |
|                            |                                        |                            |                         |                         |
|                            | Esito: collegio confermato a Laburista |                            |                         |                         |

| Partito                    | Partito                                | Candidato                  | Risultati 7 maggio 2015 | Risultati 7 maggio 2015 |
| Partito                    | Partito                                | Candidato                  | Voti                    | %                       |
| -------------------------- | -------------------------------------- | -------------------------- | ----------------------- | ----------------------- |
|                            | Laburista                              | Sue Hayman                 | 16 282                  | 42,33                   |
|                            | Conservatore                           | Rozila Kana                | 11 596                  | 30,15                   |
|                            | UKIP                                   | Mark Jenkinson             | 7 538                   | 19,60                   |
|                            | Lib Dem                                | Phill Roberts              | 1 708                   | 4,44                    |
|                            | Verdi                                  | Jill Perry                 | 1 149                   | 2,99                    |
|                            | Indipendente                           | Roy Ivinson                | 190                     | 0,49                    |
|                            |                                        |                            |                         |                         |
| Iscritti                   | Iscritti                               | Iscritti                   | 58 632                  | 100,00                  |
| ↳ Votanti (% su iscritti)  | ↳ Votanti (% su iscritti)              | ↳ Votanti (% su iscritti)  | 38 463                  | 65,60                   |
| ↳ Astenuti (% su iscritti) | ↳ Astenuti (% su iscritti)             | ↳ Astenuti (% su iscritti) | 20 169                  | 34,40                   |
|                            |                                        |                            |                         |                         |
|                            | Esito: collegio confermato a Laburista |                            |                         |                         |

| Partito                    | Partito                                | Candidato                  | Risultati 6 maggio 2010 | Risultati 6 maggio 2010 |
| Partito                    | Partito                                | Candidato                  | Voti                    | %                       |
| -------------------------- | -------------------------------------- | -------------------------- | ----------------------- | ----------------------- |
|                            | Laburista                              | Tony Cunningham            | 17 865                  | 45,51                   |
|                            | Conservatore                           | Judith Pattinson           | 13 290                  | 33,85                   |
|                            | Lib Dem                                | Stan Collins               | 5 318                   | 13,55                   |
|                            | BNP                                    | Martin Wingfield           | 1 496                   | 3,81                    |
|                            | UKIP                                   | Steve Lee                  | 876                     | 2,23                    |
|                            | Democratici                            | Rob Logan                  | 414                     | 1,05                    |
|                            |                                        |                            |                         |                         |
| Iscritti                   | Iscritti                               | Iscritti                   | 59 573                  | 100,00                  |
| ↳ Votanti (% su iscritti)  | ↳ Votanti (% su iscritti)              | ↳ Votanti (% su iscritti)  | 39 259                  | 65,90                   |
| ↳ Astenuti (% su iscritti) | ↳ Astenuti (% su iscritti)             | ↳ Astenuti (% su iscritti) | 20 314                  | 34,10                   |
|                            |                                        |                            |                         |                         |
|                            | Esito: collegio confermato a Laburista |                            |                         |                         |

### Elezioni negli anni 2000
| Partito                    | Partito                                | Candidato                  | Risultati 5 maggio 2005 | Risultati 5 maggio 2005 |
| Partito                    | Partito                                | Candidato                  | Voti                    | %                       |
| -------------------------- | -------------------------------------- | -------------------------- | ----------------------- | ----------------------- |
|                            | Laburista                              | Tony Cunningham            | 19 554                  | 50,48                   |
|                            | Conservatore                           | Judith Pattinson           | 11 659                  | 30,10                   |
|                            | Lib Dem                                | Kate Clarkson              | 5 815                   | 15,01                   |
|                            | UKIP                                   | Mark Richardson            | 1 328                   | 3,43                    |
|                            | Legalise Cannabis                      | John Peacock               | 381                     | 0,98                    |
|                            |                                        |                            |                         |                         |
| Iscritti                   | Iscritti                               | Iscritti                   | 59 871                  | 100,00                  |
| ↳ Votanti (% su iscritti)  | ↳ Votanti (% su iscritti)              | ↳ Votanti (% su iscritti)  | 38 737                  | 64,70                   |
| ↳ Astenuti (% su iscritti) | ↳ Astenuti (% su iscritti)             | ↳ Astenuti (% su iscritti) | 21 134                  | 35,30                   |
|                            |                                        |                            |                         |                         |
|                            | Esito: collegio confermato a Laburista |                            |                         |                         |

| Partito                    | Partito                                | Candidato                  | Risultati 7 giugno 2001 | Risultati 7 giugno 2001 |
| Partito                    | Partito                                | Candidato                  | Voti                    | %                       |
| -------------------------- | -------------------------------------- | -------------------------- | ----------------------- | ----------------------- |
|                            | Laburista                              | Tony Cunningham            | 23 209                  | 55,49                   |
|                            | Conservatore                           | Timothy Stoddart           | 12 359                  | 29,55                   |
|                            | Lib Dem                                | Ian Francis                | 5 214                   | 12,47                   |
|                            | Legalise Cannabis                      | John Peacock               | 1 040                   | 2,49                    |
|                            |                                        |                            |                         |                         |
| Iscritti                   | Iscritti                               | Iscritti                   | 65 965                  | 100,00                  |
| ↳ Votanti (% su iscritti)  | ↳ Votanti (% su iscritti)              | ↳ Votanti (% su iscritti)  | 41 822                  | 63,40                   |
| ↳ Astenuti (% su iscritti) | ↳ Astenuti (% su iscritti)             | ↳ Astenuti (% su iscritti) | 24 143                  | 36,60                   |
|                            |                                        |                            |                         |                         |
|                            | Esito: collegio confermato a Laburista |                            |                         |                         |

## Risultati dei referendum

### Referendum sulla permanenza del Regno Unito nell'Unione europea del 2016
|             | Collegio   | Lasciare UE % | Rimanere in UE % |
| ----------- | ---------- | ------------- | ---------------- |
|             | Workington | 60,3%         | 39,7%            |
| Inghilterra | 53,3%      | 46,7%         |                  |
| Regno Unito | 51,9%      | 48,1%         |                  |